# Matilda II
El Matilda II, cuya designación oficial era Tanque de Infantería Mark II, fue un tanque de infantería británico empleado durante la Segunda Guerra Mundial.
Su diseño empezó con la especificación A12 en 1936, como una contraparte armada con cañón del primer tanque de infantería británico, el Tanque de Infantería Mark I armado con una ametralladora y biplaza. El Mark I también era conocido como Matilda, mientras que el más grande A12 fue inicialmente conocido como Matilda sénior. El Mark I fue retirado del servicio en 1940 y desde entonces el A12 fue llamado Matilda II.
Con su grueso blindaje, el Matilda II fue un excelente tanque de apoyo a la infantería, pero tenía poca velocidad y un armamento ligero. Fue el único tanque británico que sirvió desde el inicio de la guerra hasta su final, aunque es principalmente asociado con la Campaña del norte de África. Cuando empezó la Segunda Guerra Mundial en 1939, solamente dos Matilda II estaban disponibles para combatir.

## Desarrollo
La separación entre el tanque de infantería y el tanque de crucero se remonta a la división de la Primera Guerra Mundial entre los primeros tanques pesados británicos y los veloces tanques medios Whippet Mark A y sus sucesores, Mark B y Mark C. Durante el periodo de entreguerras, los tanques experimentales británicos generalmente seguían estas clasificaciones básicas, que formaban parte de la doctrina militar planteada en la obra del mayor-general Percy Hobart e influenciadas por el capitán Basil Liddell Hart.
En 1934 Hobart, que tenía el cargo de Inspector del Royal Tank Corps, postuló en un artículo dos alternativas para un tanque que ofreciese fuego de apoyo a la infantería. Uno era un vehículo muy pequeño, con grueso blindaje y armado con una ametralladora, que sería desplegado en grandes cantidades para colapsar las defensas enemigas. El otro era un vehículo más grande, armado con un cañón y ametralladoras, además de estar equipado con un blindaje más grueso que le protegería de la artillería de campaña enemiga. La Vickers diseñó un tanque según la especificación del Alto Mando basada en la primera opción, llamada A11 Matilda. Debido al reducido presupuesto militar, el Maestro-general de la Artillería Hugh Elles, optó por el tanque más pequeño armado con ametralladora y la versión más grande armada con cañón no fue aprobada. Esta orden fue otorgada a la Vickers-Armstrongs, que en septiembre de 1936 ya tenía listo un prototipo (A11E1) con blindaje adecuado para los cañones antitanque de la época.
La primera sugerencia para un tanque de infantería más grande se hizo en 1936, con la especificación A12. Su diseño fue realizado por el Real Arsenal de Woolwich, seleccionando a la Vulcan Foundry como el fabricante. El A12 compartía una cantidad de elementos comunes con el A7, un tanque medio que fue construido en cantidades limitadas a inicios de la década de 1930 y cuya disposición mecánica fue empleada por varios diseños posteriores. Con su incrementado blindaje, se preveía una falta de potencia y velocidad. La solución fue emplear dos motores diésel AEC de seis cilindros en línea y refrigerados por agua, empleados por los autobuses de Londres, con una potencia de 87 cv cada uno. Estos fueron unidos a un eje común. La suspensión sería la de tijera "tipo japonesa" empleada en el A7.[cita requerida]
La Vulcan Foundry obtuvo en noviembre de 1936 un contrato para dos maquetas de madera a escala real y dos prototipos de acero dúctil. La primera maqueta de madera fue entregada en abril de 1937 y el prototipo A12E1 en abril de 1938. Los prototipos demostraron ser excelentes en la prueba de recorrer 1.600 km, apenas haciéndoles unas cuantas modificaciones para mejorar la caja de cambios, la suspensión y el radiador. Cuando se reconoció la inminencia de la guerra, se ordenó la producción en serie del Matilda II y se canceló la producción del Matilda I. El primer pedido se cursó poco después de haber terminado sus pruebas, encargándose 140 unidades a la Vulcan Foundry en junio de 1938.

## Diseño

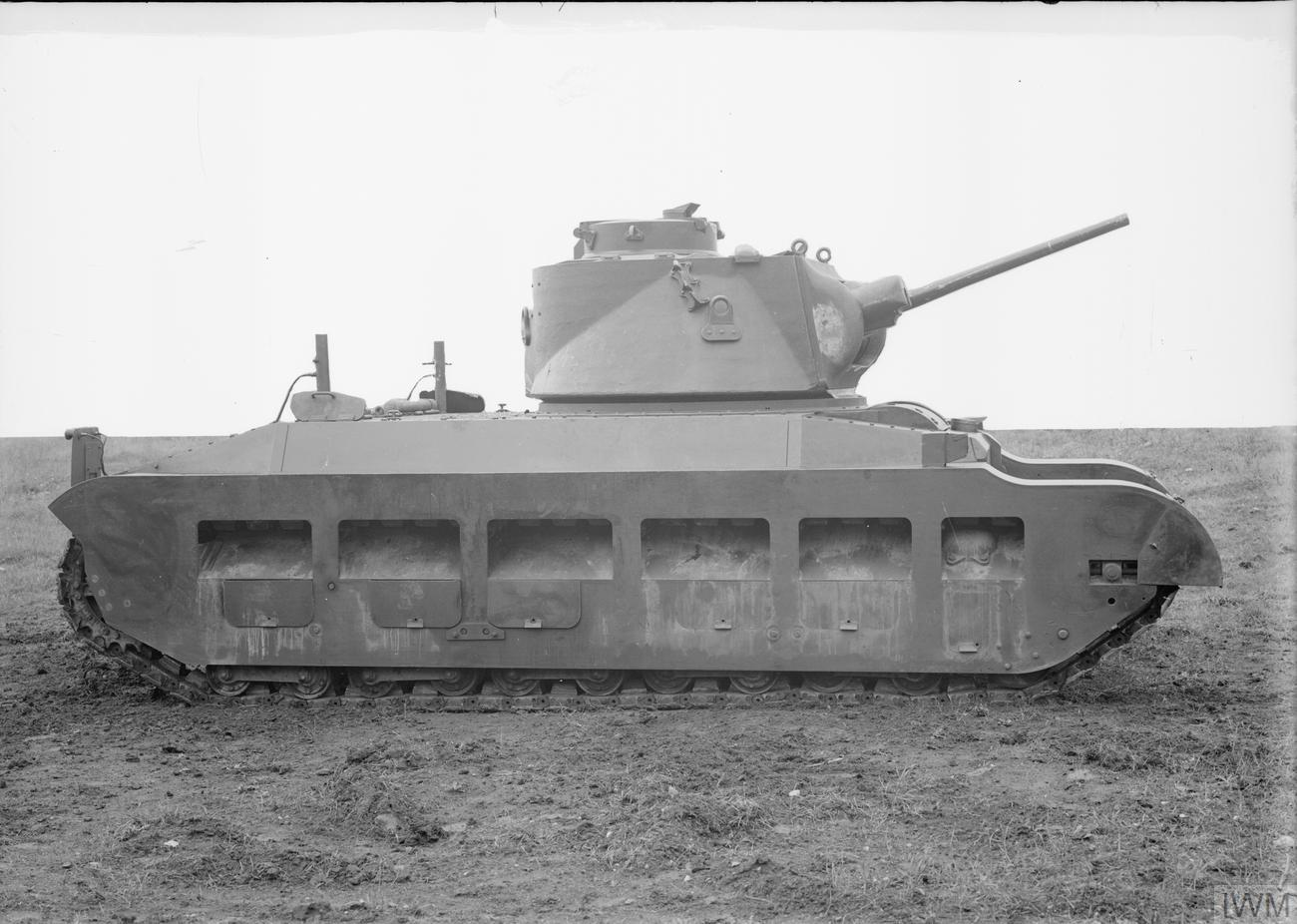
El A12E1, prototipo del Matilda II.

El Matilda Sénior pesaba alrededor de 27 t, más del doble que su predecesor, y estaba armado con un cañón de tanque QF de 2 libras (40 mm) montado en una torreta de tres hombres. La torreta era rotada por un motor hidráulico, o manualmente; el cañón podía elevarse hasta +20° y descender hasta -15°. Una de las debilidades más serias del Matilda II era la falta de un proyectil de alto poder explosivo para su cañón. Se diseñó un proyectil de alto poder explosivo para el QF de 2 libras, pero rara vez era suministrado porque su carga explosiva era muy pequeña. La principal arma empleada contra blancos sin blindaje era su ametralladora.
El Matilda II tenía una disposición convencional, con el compartimiento del conductor situado al frente del casco, el compartimiento de combate con la torreta al centro, y el motor y la caja de cambios situadas atrás. Normalmente se accedía al puesto del conductor a través de una escotilla en el techo del casco, protegida por una cubierta blindada giratoria que podía mantenerse fija tanto abierta como cerrada; en caso de emergencia, el tanque podía ser evacuado a través de una gran escotilla de escape situada debajo del asiento del conductor. El conductor también tenía una ranura de visión directa con un escudo blindado accionado manualmente, así como un periscopio Mk IV que era empleado al cerrar la escotilla.[cita requerida]
Al igual que varios tanques de infantería británicos, tenía un grueso blindaje. El glacis tenía un espesor de 78 mm; las planchas superior e inferior del morro eran más delgadas, pero estaban en ángulo. Los lados del casco tenían un espesor variable, que iba desde 65 mm hasta 70 mm, mientras que el blindaje posterior (que protegía el motor y sus lados) tenía un espesor de 55 mm.
La torreta cilíndrica para tres hombres estaba hecha por fundición e iba montada sobre un anillo con rodamientos, teniendo un blindaje de 75 mm de espesor. Su disposición interna hacía que el artillero y el comandante vayan sentados de forma escalonada a la izquierda del cañón, con el cargador a la derecha. El comandante tenía una cúpula giratoria con una escotilla de dos piezas y un periscopio panorámico Mk IV instalado en la pieza de la escotilla que se abría para adelante. Otro periscopio del mismo modelo también estaba montado en el techo de la torreta, delante de la cúpula del comandante, ofreciéndole al artillero cierta capacidad para observar el campo de batalla y ubicar blancos. El cargador usaba una sola escotilla rectangular en el lado derecho del techo de la torreta. La torreta estaba equipada con una cesta que la rodeaba, donde se almacenaba la mayor parte de la munición del cañón. Tenía un sistema de rotación hidráulico que era empleado en combate, así como un sistema mecánico manual para casos de emergencia.[cita requerida]
El techo de la torreta, el techo del casco y el capó del motor tenían un espesor de 20 mm. La resistencia del blindaje variaba desde IT.80 hasta IT.100.
El blindaje del Matilda II era el más grueso de su época. Los tanques alemanes contemporáneos Panzer III y Panzer IV tenían cascos cuyo blindaje iba desde los 30 mm hasta los 50 mm, mientras que el blindaje del casco del T-34 iba desde 40 mm hasta 70 mm (inclinado a 60°). El blindaje lateral y posterior del Matilda II era relativamente grueso, incluso al final de la guerra, cuando tanques como el M4 Sherman tenían blindajes de 40 mm de espesor y los últimos modelos del Panther tenían blindajes de 50 mm de espesor. La forma del blindaje del morro estaba inspirada en los tanques diseñados por J. Walter Christie y terminaba en una punta estrecha, con cajas de almacenaje a cada lado. El grueso blindaje de la torreta fundida del Matilda II se hizo legendario; entre 1940 y 1941, por un tiempo el Matilda II fue apodado "Reina del desierto".
Aunque el Matilda II tenía un grado de protección sin igual en el frente del norte de África, el gran peso de su blindaje hizo que tuviese una baja velocidad promedio de 9,7 km/h sobre terreno desértico y de 26 km/h sobre carretera. En aquel entonces, esto no era considerado un problema, ya que la doctrina de los tanques de infantería británicos ponía énfasis en gruesos blindajes y capacidad para cruzar trincheras, antes que velocidad y movilidad todoterreno (que eran consideradas características de los tanques de crucero, como el Crusader). La baja velocidad del Matilda II también era provocada por una suspensión problemática y una planta motriz comparativamente débil, que fue creada a partir de dos motores AEC de 6 cilindros conectados a un solo eje. Este dispositivo era complejo y tomaba mucho tiempo efectuar su mantenimiento, ya que requería mecánicos que trabajasen en cada motor por separado, además de someter a las piezas automotrices a un desgaste irregular. Ofrecía cierta redundancia mecánica, ya que el fallo de un motor no evitaba que el Matilda II utilizara el otro. La potencia combinada de los motores iba a través de una caja de cambios epicíclica Wilson, accionada por aire comprimido. El sistema de dirección del tanque consistía en embragues Rackham.
El sistema de suspensión del tanque era el mismo que había sido desarrollado por la Vickers para su prototipo del tanque medio C a mediados de la década de 1920. El tanque iba sobre cinco ruedas dobles, montadas en bogies a cada lado del casco. Cuatro de los bogies iban sobre balancines en pareja, con un resorte horizontal común. El quinto bogie en la parte posterior tenía el resorte unido a un braquete del casco. Entre el primer bogie y la rueda tensora, estaba una "rueda guía" de gran diámetro con el resorte montado verticalmente. Los primeros Matilda II tenían rodillos de retorno; estos fueron reemplazados en los modelos posteriores con guías para las orugas, que eran mucho más sencillas de producir y de mantener en campaña.
La torreta albergaba el cañón, con la ametralladora montada a la derecha en un mantelete rotativo interno. Era rotada por un sistema hidráulico. Como el cañón tenía un contrapeso para facilitar su movimiento por el artillero, la mayor parte de su cierre estaba detrás de los pivotes. En el lado derecho de la torreta iban dos lanzagranadas de humo. Los lanzagranadas eran dos fusiles recortados Lee-Enfield, con sus respectivas bocachas lanzagranadas cargadas con una granada de humo. Su esquema de camuflaje fue diseñado por el mayor Denys Pavitt del Centro de Desarrollo de Camuflaje y Entrenamiento, basándose en los patrones disruptivos de los buques de la Primera Guerra Mundial. El diseño incorporaba bloques de colores, que visualmente partían en dos al tanque.

## Producción
El primer Matilda II fue producido en 1937, pero solo dos estaban en servicio cuando empezó la guerra en septiembre de 1939. Después del pedido inicial a la Vulcan Foundry, al poco tiempo se cursó otro pedido a Ruston & Hornsby. Alrededor de 2.987 tanques fueron producidos por Vulcan Foundry, John Fowler & Co. de Leeds, Ruston & Hornsby, y más tarde por el London, Midland and Scottish Railway en su taller de Horwich; Harland and Wolff y la North British Locomotive Company de Glasgow. Los últimos tanques fueron entregados en agosto de 1943.
El pico de producción fue de 1.330 unidades en 1942, siendo el modelo más usual el Mark IV.
El Matilda II era difícil de producir. Por ejemplo, el glacis puntiagudo era una sola pieza de fundición, que al ser liberada del molde, era más gruesa de lo requerido en algunas áreas. Para evitar una innecesaria adición de peso al tanque, las áreas gruesas eran lijadas. Este proceso requería obreros muy cualificados y tiempo adicional. El complejo sistema de suspensión y los faldones de varias piezas también añadían tiempo a la producción.

## Historial de combate

### Batalla de Francia
El Matilda II fue empleado en combate por primera vez por el 7° Real Regimiento de Tanques en Francia en 1940. De los tanques de la unidad, solo veintitrés eran Matilda II; los demás tanques de infantería británicos desplegados en Francia eran los pequeños Matilda I armados con ametralladora. Su cañón de 40 mm era comparable a los otros cañones de tanque de calibres que iban desde 37 mm hasta 45 mm. A causa de su grueso blindaje, era mayormente resistente, aunque no impenetrable, a los disparos de los cañones de los tanques y cañones antitanque alemanes en Francia. Los alemanes descubrieron que el cañón antiaéreo de 88 mm era la única contramedida eficaz. En el contraataque de Arrás del 21 de mayo de 1940, 18 Matilda II (y Matilda I) fueron capaces de detener brevemente el avance alemán, pero al carecer de apoyo artillero y aéreo, tuvieron grandes bajas (30 tanques destruidos) después de atravesar la retaguardia de la 7ª División Panzer. Fue necesaria una línea de obuses de 105 mm y cañones antiaéreos de 88 mm, organizada por Erwin Rommel, para repeler el ataque. Todos los vehículos que sobrevivieron a las batallas alrededor de Dunkerque fueron abandonados cuando la FEB evacuó.

### Norte de África, 1940 a 1942

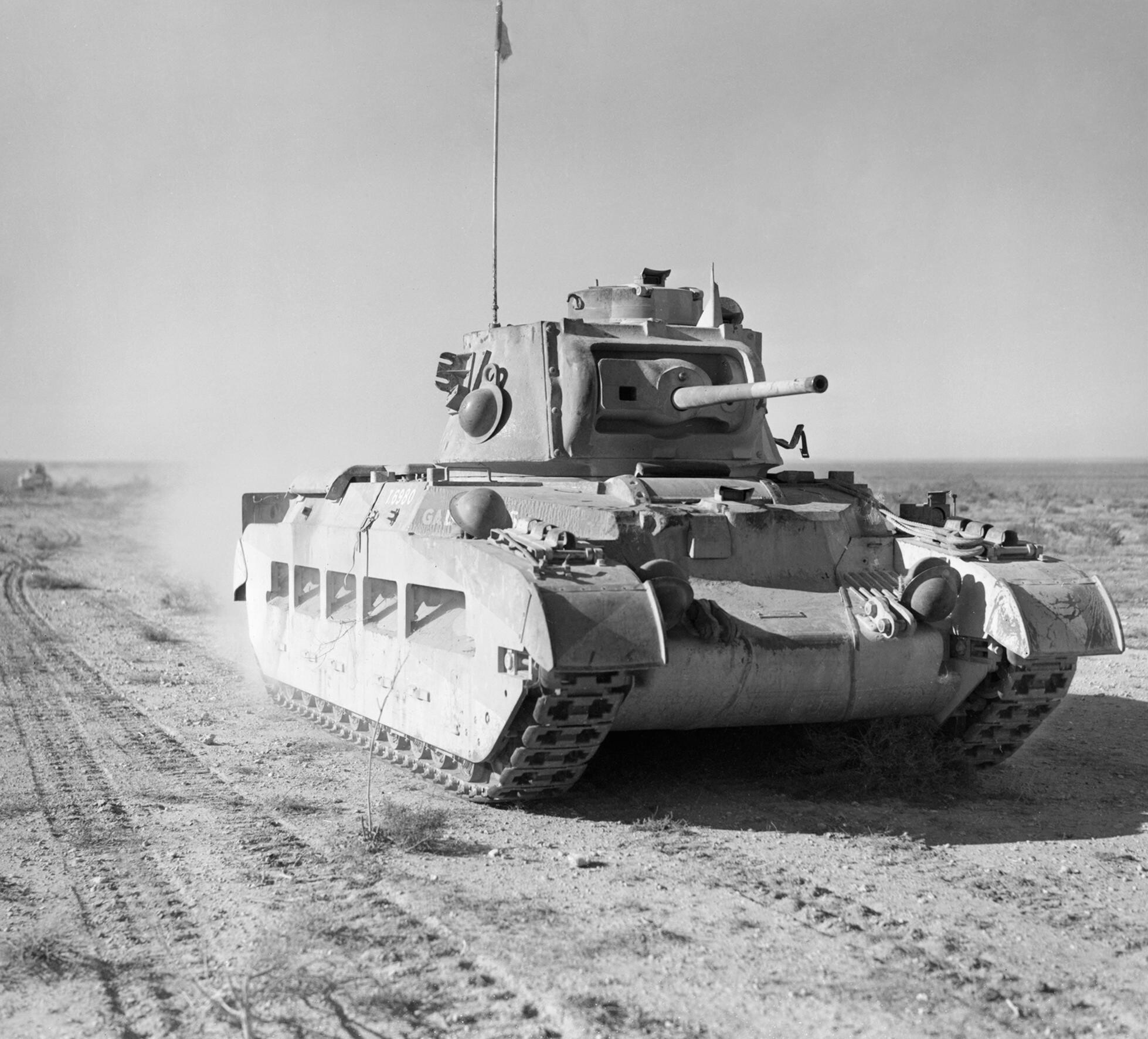
Un Matilda II avanzando a través de Egipto durante la Operación Compass.

Hasta enero de 1942, en el norte de África, el Matilda II demostró ser muy eficaz contra los tanques italianos y alemanes, aunque vulnerable ante los cañones antitanque de calibre medio y grande.
A fines de 1940, durante la Operación Compass, los Matilda II de la 7ª División Blindada británica sembraron el caos entre las fuerzas italianas en Egipto. Los italianos estaban equipados con tanquetas L3/35 y tanques medios Fiat M11/39, ninguno de los cuales podía enfrentarse a los Matilda II. Los artilleros italianos descubrieron que los Matilda II resistían a los disparos de diversas piezas de artillería. Estos tanques continuaron causando problemas a los italianos mientras eran expulsados de Egipto por los británicos, quienes entraron a Libia y capturaron Bardia y Tobruk. Incluso en una fecha tan tardía como noviembre de 1941, los informes de combate de la infantería alemana mostraban la impotencia de la mal equipada infantería contra el Matilda II.
Finalmente, en la guerra de maniobras rápidas practicada con frecuencia en el desierto norafricano, la baja velocidad del Matilda II y su sistema de dirección poco fiable se volvieron grandes problemas. Otra desventaja era la falta de un proyectil de alto poder explosivo (el cual existía, pero no era suministrado). Cuando el Afrika Korps arribó al norte de África, el cañón antiaéreo de 88 mm nuevamente fue empleado contra los Matilda II, causando grandes bajas durante la Operación Battleaxe, cuando se destruyeron 64  Matilda II. La llegada los cañones antitanque más potentes 5 cm PaK 38 y 7,5 cm PaK 40 también ofreció a la infantería alemana medios para enfrentar al Matilda II a distancias de combate. Sin embargo, durante la Operación Crusader, los Matilda II de la 1ª y la 32ª Brigada de Tanques del Ejército fueron claves para abrir el corredor de Tobruk y en la captura de la fortaleza de Bardia. La operación fue decidida por los tanques de infantería, después del fracaso de los tanques de crucero de la 7ª División Blindada en superar a los tanques alemanes en el desierto.

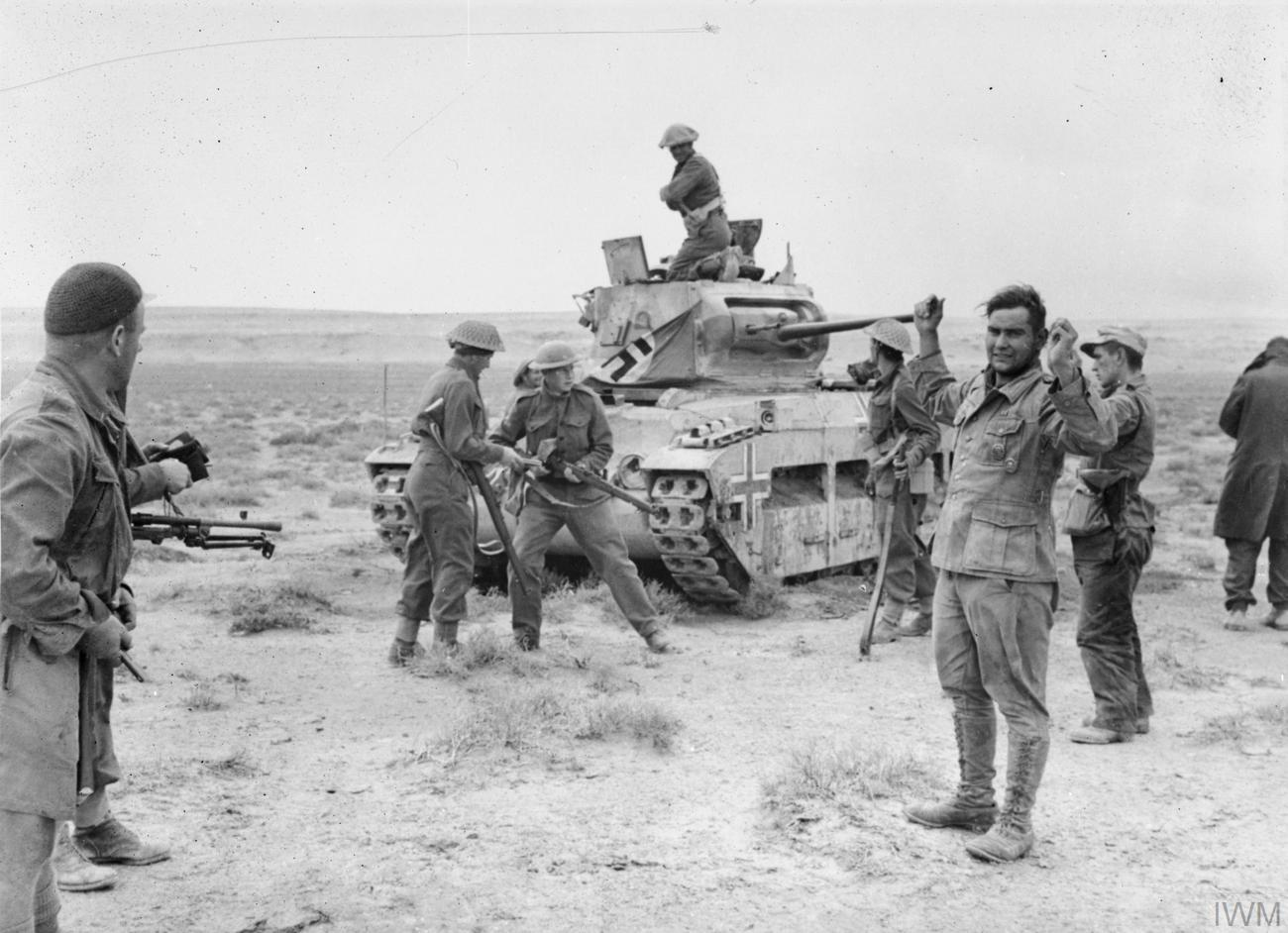
Un Matilda II capturado por los alemanes, es recuperado y su tripulación es tomada prisionera por soldados neozelandeses el 3 de diciembre de 1941 durante la batalla para abrir el corredor hacia Tobruk, en la Operación Crusader.

Conforme el Ejército alemán era equipado con nuevos tanques con cañones más potentes, además de cañones antitanque y municiones más potentes, el Matilda II demostró ser cada vez menos eficiente. Las pruebas de tiro llevadas a cabo por el Afrika Korps mostraron que el Matilda II se había vuelto vulnerable a varias armas antitanque alemanas a las distancias de combate usuales. Debido a su pequeña torreta y la necesidad de equilibrar el cañón que montaba, era impráctico reemplazar el cañón del Matilda II sin desarrollar una torreta más grande. Hubo un caso en que la torreta del tanque de crucero A24/A27 fue instalada en el casco del Matilda II, con su cañón de 57 mm. Como el diámetro del anillo de la torreta del Matilda II era de 1,37 m y el diámetro del anillo de la torreta del A27 era de 1,44 m, posiblemente se agrandó la abertura del techo del casco para su instalación. El diámetro del anillo de la torreta del tanque Churchill Mark III también era de 1,37 m y estaba armado con un cañón de 57 mm, siendo una alternativa viable. Pero su producción también era algo más costosa. La Vickers propuso un alternativa, el tanque Valentine, que iba armado con el mismo cañón y tenía un blindaje casi del mismo espesor, con su torreta montada sobre un casco más barato y rápido de producir derivado del "tanque de crucero pesado" Cruiser Mk II. Con el arribo del Valentine en el otoño de 1941, el Matilda II fue gradualmente retirado de servicio en el Ejército británico a través del desgaste, ya que los vehículos perdidos no eran reemplazados. Cuando tuvo lugar la segunda batalla de El Alamein en octubre de 1942, pocos Matilda II seguían en servicio, la mayoría de ellos habiéndose perdido durante la Operación Crusader y en las batallas de Gazala al inicio del verano de aquel año. Unos 25 participaron en la batalla como tanques barreminas Matilda Scorpion, equipados con un mayal barreminas.     

### Otras campañas
En enero de 1941, una pequeña cantidad de Matilda II fueron empleados durante la Campaña del África Oriental en la Batalla de Keren. Sin embargo, el terreno montañoso del África Oriental no permitió a los tanques del Escuadrón B del 4° Real Regimiento de Tanques ser tan eficaces como lo habían sido los del 7° RRT en Egipto y Libia.
Unos cuantos Matilda II del 7° RRT estaban presentes durante la Batalla de Creta, todos ellos siendo destruidos en combate.

### En servicio australiano en el Frente del Pacífico

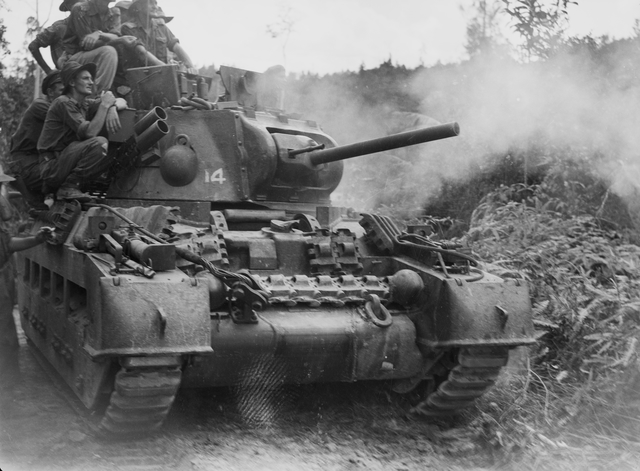
Un Matilda II australiano armado con obús del 2/9° Regimiento blindado, combatiendo en la Batalla de Tarakán (mayo de 1945).

El Reino Unido suministró 409 Matilda II al Ejército australiano entre 1942 y 1944, con unos 33 Matilda II de apoyo cercano transferidos desde Nueva Zelanda al Ejército australiano en 1944, ya que Nueva Zelanda tomó la decisión de emplear solamente tanques Valentine de apoyo cercano en el Frente del Pacífico para minimizar los problemas de suministro. La 4ª Brigada Blindada los empleó contra las fuerzas japonesas en el área del suroeste del Pacífico, primero en la Campaña de la península de Huon en octubre de 1943. Los tanques Matilda II combatieron hasta el final de la guerra en las campañas de Wewak, Bougainville y Borneo, haciendo que el Matilda II fuese el único tanque británico que se mantuvo en servicio durante la duración del conflicto.
Los tanques eran empleados con frecuencia en selvas densas con limitada visibilidad, pudiendo recibir disparos a quemarropa de piezas de artillería pesada japonesas ocultas. El grueso blindaje del Matilda II (incrementado por sus tripulantes con eslabones de oruga de repuesto) demostró ser una protección razonablemente eficaz ante esto. En este combate, la versión de apoyo cercano del Matilda II, armado con un obús QF de 3 pulgadas (76,2 mm), era preferida por los australianos al ser más eficaz contra los búnkeres japoneses. Las modificaciones locales a los tanques incluían mejoras en la impermeabilización y la adición de un teléfono externo para que la infantería pudiese comunicarse más fácilmente con la tripulación del tanque. Se instalaron cubiertas adicionales a la suspensión para evitar que se enredase con la vegetación selvática, así como paneles metálicos para dificultar a los soldados japoneses la aplicación de cargas explosivas adhesivas al casco.
El Matilda Frog era una versión australiana modificada del tanque, que reemplazaba su cañón por un lanzallamas y fue empleada con cierto éxito contra los japoneses en Borneo. Otra versión australiana fue el Matilda Erizo, que podía disparar siete proyectiles de mortero de 29 kg y cuyas pruebas fueron exitosas, pero fue desarrollado demasiado tarde para entrar en combate.
Los Matilda II estuvieron en servicio con la Reserva del Ejército australiano hasta 1955.

### En servicio soviético
El Ejército Rojo recibió 918 de los 1.084 Matilda II enviados a la Unión Soviética. Los Matilda II soviéticos entraron en combate en la batalla de Moscú y se volvieron bastante usuales durante 1942. Sin embargo, el tanque demostró ser demasiado lento y poco fiable. Los tripulantes se quejaban frecuentemente por la nieve y el fango que se acumulaban detrás de los faldones que cubrían el tren de rodaje, obstruyendo la suspensión. Su lentitud y grueso blindaje lo hacían comparable al KV-1, pero el Matilda II no tenía la potencia de fuego del KV-1. La mayoría de los Matilda II soviéticos se perdieron en combate durante 1942, pero algunos continuaron en servicio hasta 1944. Los soviéticos modificaron los tanques agregando segmentos de acero a las orugas por soldadura, para mejorar su tracción y agarre.

### Ejemplares capturados

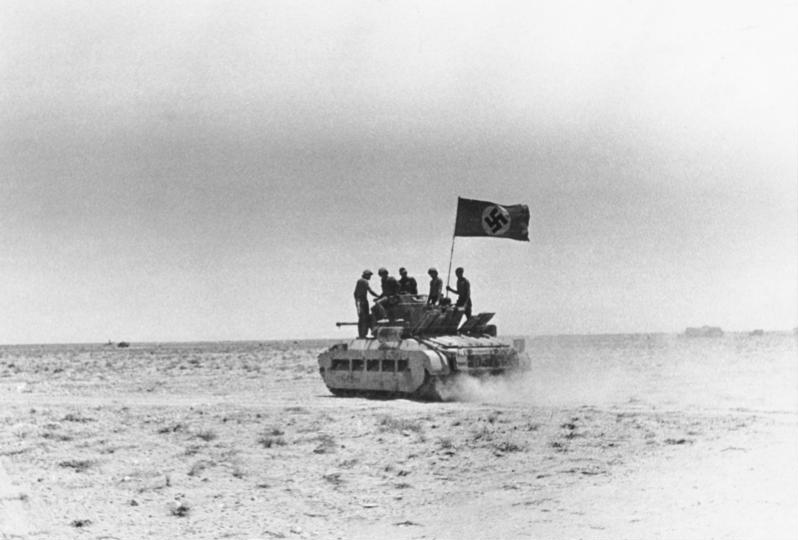
Soldados alemanes sobre un Matilda II capturado, verano de 1942.

Después de la Operación Battleaxe, una docena de Matilda II abandonados detrás de las líneas del Eje fueron reparados y empleados por los alemanes. Varios vehículos fueron transportados a Kummersdorf para su evaluación, inclusive en pruebas de tiro con cañones antitanque. Su designación alemana era Infanterie Panzerkampfwagen Mk.II 748(e), que se traduce como "Tanque de infantería Mk.II número 748 (inglés)". Los Matilda II eran apreciados por las tripulaciones alemanas, aunque su uso en combate producía confusión en ambos bandos, incluso llevando pintadas insignias alemanas de gran tamaño.

### En servicio egipcio
Egipto empleó tanques Matilda II contra Israel durante la guerra árabe-israelí de 1948.

## Variantes

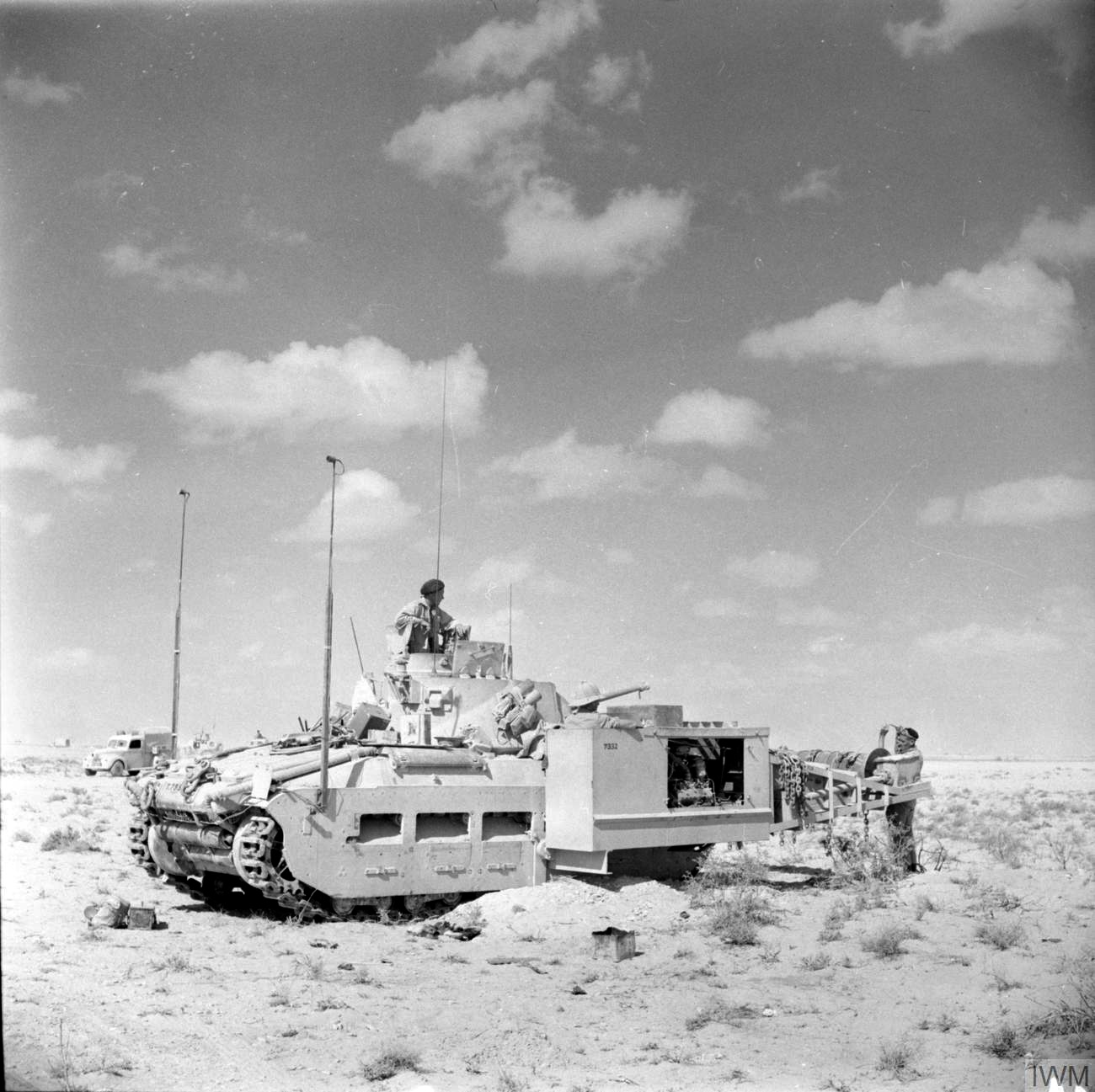
Un Matilda Scorpion en el norte de África, 1942.

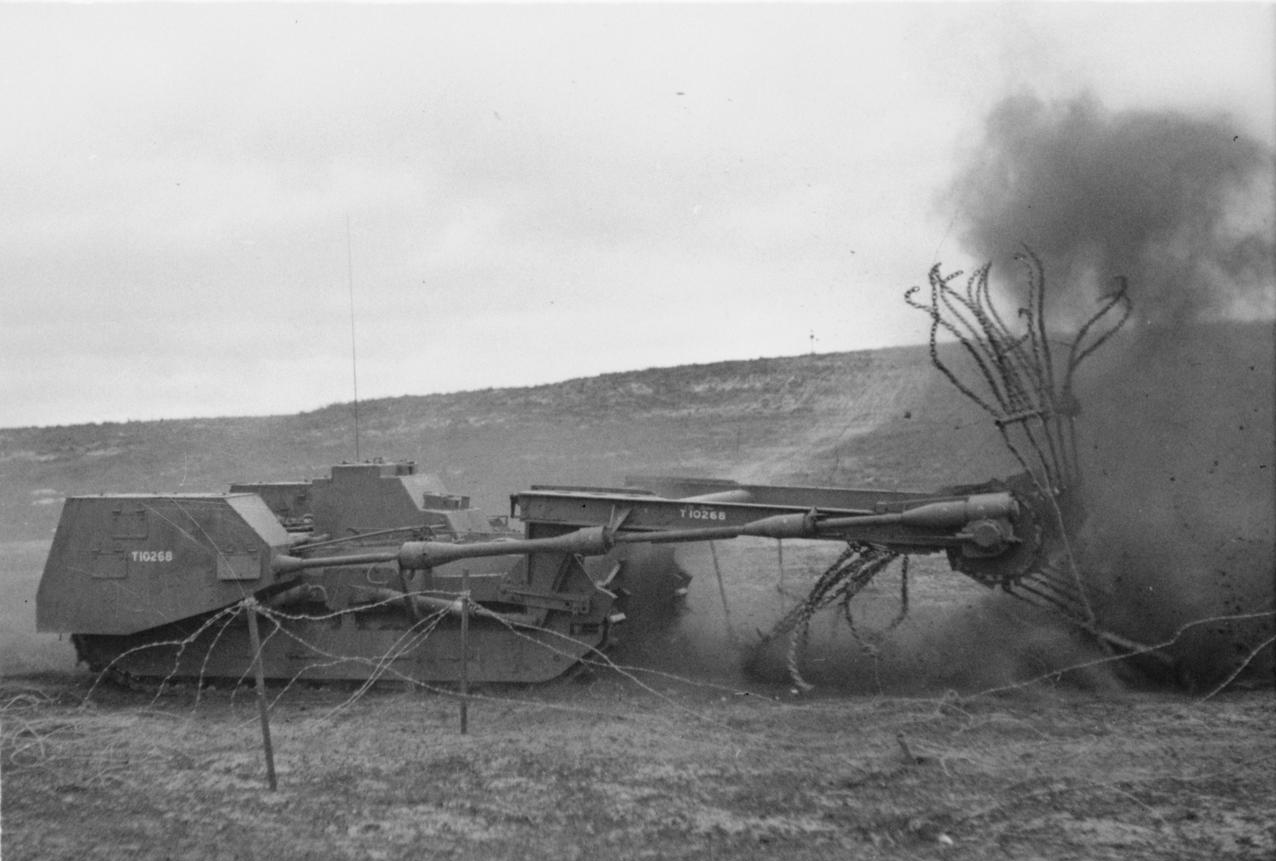
El Matilda Baron durante sus pruebas.

### Principales variantes
- Tanque de Infantería Mark II (Matilda II)[5]

Primer modelo de serie, armado con una ametralladora Vickers.
- Tanque de Infantería Mark II.A. (Matilda II Mk II)[5][41]

La ametralladora Vickers fue reemplazada por una ametralladora Besa. La "A" indica el cambio de su armamento.
- Tanque de Infantería Mark II.A.* (Matilda II Mk III)[5][41]

Empleaba nuevos motores diésel Leyland en lugar de los motores AEC.
- Tanque de Infantería Mark II (Matilda II Mk IV)[41]

Con motores mejorados, afuste rígido y sin lámpara en el interior de la torreta.
- Matilda II Mk IV Close Support (CS)

Variante armada con el obús QF de 3 pulgadas (76,2 mm), disparando proyectiles de alto poder explosivo o fumígenos. En servicio británico, estos eran generalmente empleados por las unidades de mando (usualmente un solo vehículo de mando), mientras que escuadrones australianos completos parecen haberlos empleado con frecuencia – generalmente para disparos directos contra búnkeres japoneses.
- Tanque de Infantería Mark II (Matilda II Mk V)[41]

Con caja de cambios mejorada. Empleaba un servofreno neumático Westinghouse.

### Otras variantes, modificaciones de campaña y prototipos

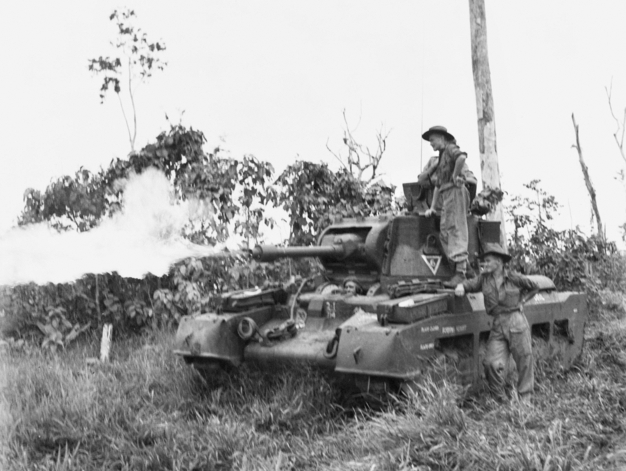
Un Matilda Frog demuestra el uso de su lanzallamas en Morotai, junio de 1945.

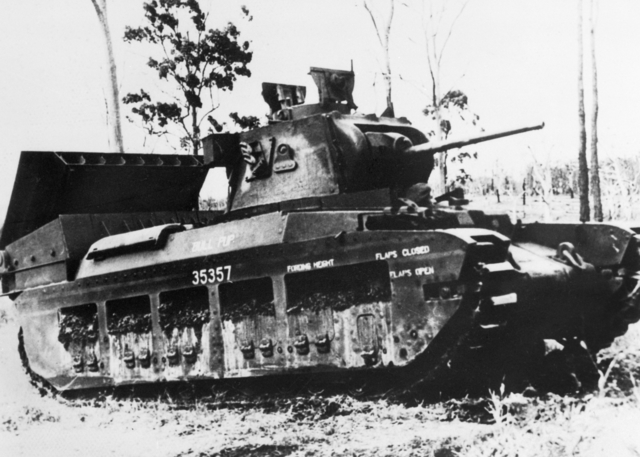
Un Matilda Erizo, con sus morteros elevados.

Reino Unido
- Baron I, II, III, IIIA

Casco experimental de Matilda II con mayal barreminas – nunca se empleó en combate.
- Matilda Scorpion I / II

Casco de Matilda II con mayal barreminas. Fue empleado en el norte de África, durante y después de la batalla de El Alamein.
- Matilda II CDL/Matilda V CDL Canal Defence Light

La torreta estándar fue reemplazada por una torreta cilíndrica, que contenía un reflector (cuya luz salía a través de una ranura vertical) y una ametralladora Besa. El reflector estaba destinado a desorientar y confundir al enemigo en la noche.
- Matilda con torreta de A27 (Prototipo)

Un Matilda II con casco modificado, armado con un Cañón QF de 6 libras en una torreta de A27. Solo se produjo un ejemplar y la única documentación que se conservó son fotografías.
- Matilda II "Black Prince" (Prototipo)

Prototipo radiocontrolado producido en 1941, usando el A12E2 con transmisión Wilson. Sus planeados usos incluían el de blanco móvil, para atraer disparos y descubrir cañones antitanque ocultos, o para misiones de demolición. El pedido inicial de 60 unidades se canceló, porque era preciso reemplazar los embragues Rackham por embragues Wilson. Estaba armado con un cañón QF de 6 libras Mk. V A.
Unión Soviética
- Modificación de campaña del Matilda Mark III con cañón ZiS-5 76 mm (redesignado como F-96)

Un Matilda II Mk III suministrado a la Unión Soviética fue rearmado con el cañón ZiS-5 76,2 mm del KV-1. Esta modificación no fue exitosa debido al espacio que ocupaba el cierre del ZiS-5 en la torreta del Matilda II y no entró en producción.
Australia
- Matilda Frog (25)

Tanque lanzallamas, al cual se le reemplazó su cañón con un lanzallamas, camuflado dentro de un tubo para simular que el Frog tenía un cañón convencional. Para evitar la dificultad de diseñar una unión giratoria de alta presión, la mezcla incendiaria iba en un depósito de 360 l dentro de la torreta, junto al tanque de aire comprimido que propulsaba la mezcla incendiaria. Esto dejaba espacio para un solo tripulante en la torreta, que disparaba el lanzallamas. Varios depósitos adicionales de mezcla incendiaria, por un total de 740 l, estaban dentro del casco y eran empleados para reabastecer el depósito de la torreta. El lanzallamas tenía un alcance de 82 m y consumía 45 l de mezcla incendiaria con cada disparo. Un problema del sistema era que se precisaba una pausa de 30 segundos entre cada disparo, para acumular presión. Los tanques Frog combatieron en Borneo y fueron considerados muy eficaces.
- Murray y Murray FT

Tanque lanzallamas. Parecido al Frog, pero con un depósito de mezcla incendiaria más grande en la torreta - 590 l. Empleaba cordita en lugar de aire comprimido para propulsar la mezcla incendiaria. Nunca entró en combate.
- Matilda Tank-Dozer

Tanque buldócer. Tenía una hoja de buldócer accionada hidráulicamente, parecida a la instalada en los M3 estadounidenses.
- Matilda Erizo (6)

Su designación oficial era "Lanzador Matilda, Erizo, No. 1 Mark I", consistiendo en siete morteros de espiga Erizo dentro de una caja blindada que fue montada sobre la parte posterior de varios tanques Matilda II australianos. El lanzador era elevado mediante un mecanismo hidráulico adaptado a partir del mecanismo giratorio Logan de la torreta del M3 Lee. Los morteros eran disparados eléctricamente, ya sea de forma individual o seis a la vez; el quinto mortero no podía dispararse a menos que la torreta fuese girada para retirar la antena de radio de la trayectoria del proyectil. Cada proyectil pesaba 29 kg y contenía una carga explosiva que iba desde 14 kg hasta 16 kg de explosivo de alto poder. Su alcance era de 400 m Para apuntar, había que virar el tanque; el afuste de los morteros no tenía mecanismo de rotación, por lo cual la precisión no era espectacular, pero adecuada para la tarea. Las pruebas llevadas a cabo en Southport, Queensland, en mayo de 1945 fueron exitosas y el Lanzador podría haber sido impresionante contra búnkeres enemigos, pero la guerra terminó antes que pudiese entrar en combate.

## Ejemplares sobrevivientes

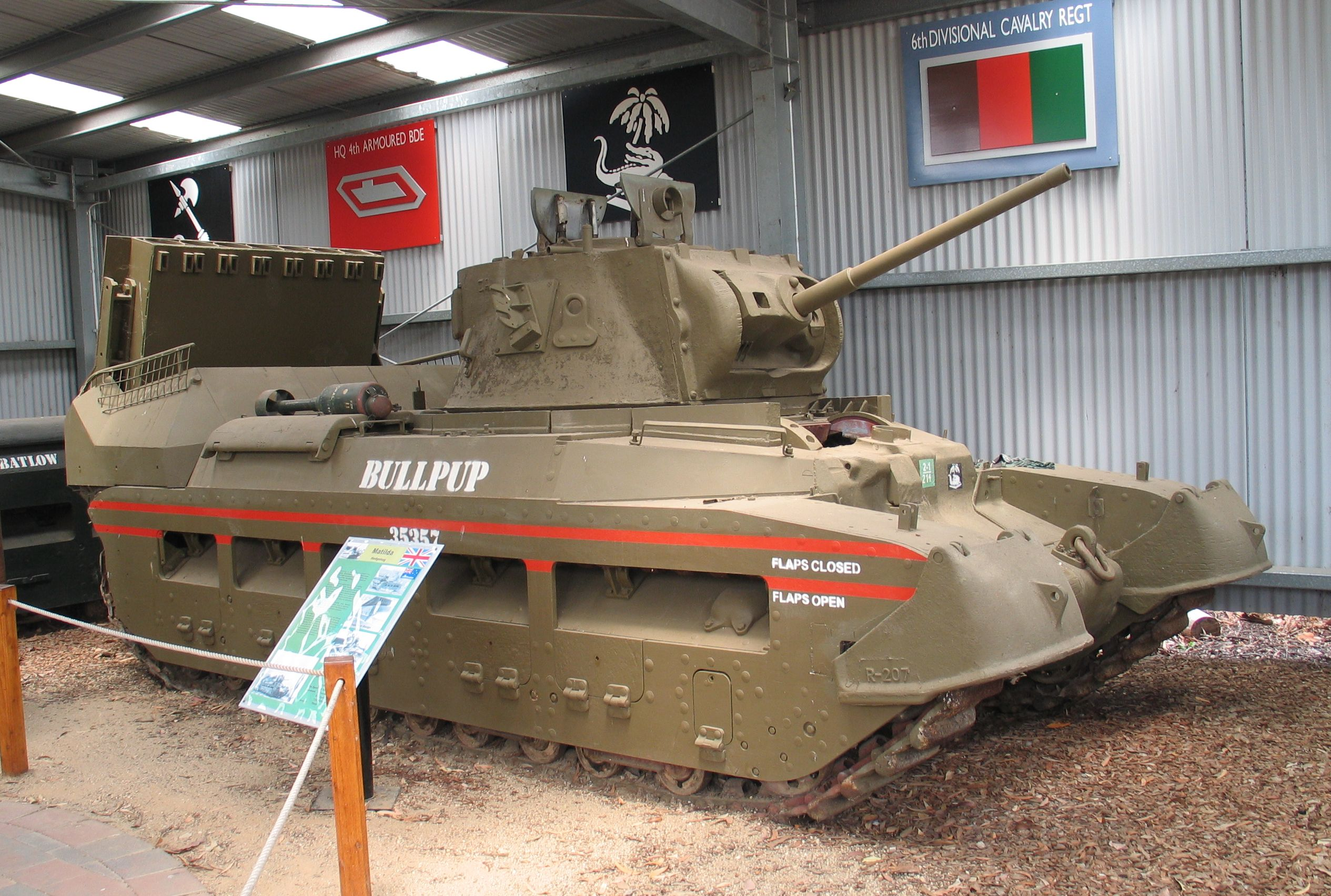
El Matilda Erizo del Museo del RAAC, Puckapunyal, Australia (2007).

Hay alrededor de 70 Matilda II sobrevivientes en diversos estados de conservación. Unos 30 están en Australia, ya sea en museos, como monumentos o en colecciones privadas. Una importante colección es la del Museo de tanques y Memorial del Real Cuerpo Blindado australiano de Puckapunyal, que tiene 5 Matilda II en exhibición, inclusive un tanque lanzallamas Matilda Frog, un Matilda Erizo y un Matilda Bulldozer.
Tanques funcionales se encuentran en el Museo de tanques de Bovington en el Reino Unido, el American Heritage Museum de Estados Unidos y en manos de varios coleccionistas australianos. El Museo de tanques de Bovington restauró por completo su Matilda II desde 2015 hasta 2018, mostrando el avance a través de videos subidos a su canal de YouTube. Aunque una falla de la caja de cambios evitó que participara en el Tankfest 2018 (su primer evento anunciado donde transitaría desde 2013), el problema se resolvió y el tanque participó en varios eventos desde entonces. El Museo de tanques de Bovington también exhibe el único Matilda Canal Defence Light, que no está expuesto al público desde noviembre de 2019 y actualmente se encuentra almacenado en el Centro de conservación de vehículos. Sin embargo, ha sido reemplazado en la nueva exhibición (julio de 2020) del Salón de la Segunda Guerra Mundial por un Matilda II con esquema de camuflaje desértico Caunter, de origen desconocido. Este tanque tiene barras de acero adicionales soldadas en algunos eslabones de sus orugas, al estilo soviético, a pesar de no haber estado en servicio soviético. El Museo Imperial de la Guerra también tiene un Matilda II - descrito como Mk V - con blindaje adicional en el anillo de la torreta y expuesto en el Salón de Guerra Terrestre de su sucursal de Duxford.
Otros ejemplares están expuestos en el Museo de tanques de Kubinka en Rusia, el Real Museo de las Fuerzas Armadas y de la Historia Militar de Bruselas, el museo Yad La-Shiryon de Latrun en Israel, el Museo de tanques de Saumur en Francia y el Museo de tanques y caballería de Ahmednagar en la India.